# Portrait Erna Schilling
Portrait Erna Schilling (Kranke Frau / Dame mit Hut) ist der Titel eines Gemäldes von Ernst Ludwig Kirchner aus dem Jahre 1913. Es stellt die Berliner Nachtclubtänzerin Erna Schilling dar, die nach Kirchners Umzug von Dresden nach Berlin ab 1911 seine erste Berliner Freundin und Malermodell war. Seit 1989 gehört es zur Sammlung der Berliner Nationalgalerie.

## Geschichte, Bildinhalt und Provenienz
Nach seinem Umzug von Dresden nach Berlin im Oktober 1911 lernte Kirchner in einem Berliner Nachtlokal die Tänzerin Erna Schilling und ihre Schwester Gerda kennen. Er holte Erna aus dem Milieu, er wurde ihr Freund und sie sein Malermodell. Es war eine Beziehung auf Augenhöhe, die bis zum Suizid Kirchners, 1938 im Schweizer Davos, bestand. Der Maler sah in ihr eine freie Kameradin. 1913 war Erna krank geworden und hatte eine melancholisch reizbare Grundstimmung, die Kirchner künstlerisch in seinem Bild darstellte.
Für ihn war die Verfassung eines indisponierten, aber elegant gekleideten Großstadtmenschen ein inspirierendes Motiv, gab sie ihm doch die Möglichkeit, einen neuen Pinselstrich in seiner Malerei zu erproben: einen Strich, der spitz, eckig und in seinem Duktus nervös die Situation der unter Spannung stehenden Großstadtmenschen skizzieren sollte. Elegante Kleidung, ein skeptischer Gesichtsausdruck und die damit einhergehende dezente Farbigkeit der Person stehen im Kontrast zum leuchtend farbigen Hintergrund. Das Bild ist der Beginn einer neuen Phase bei Kirchner, die erstmals den reifen Stil seiner späteren Großstadtbilder zeigt. Dieses Portrait von Erna Schilling, einer selbstbewussten und skeptisch-distanzierten Frau, fasste der Kunsthistoriker Peter-Klaus Schuster als koloristisches Psychogramm eines expressionistischen Menschenbildes am Vorabend des Ersten Weltkrieges auf.

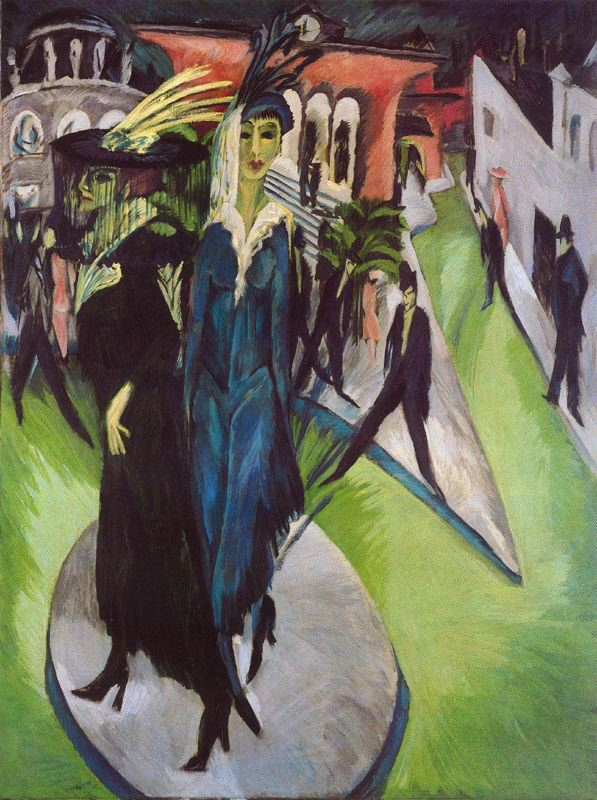
Potsdamer Platz, 1914, Neue Nationalgalerie, Berlin

Erna und ihre Schwester Gerda Schilling sind als Modell auch in seinem Berliner Hauptwerk Potsdamer Platz von 1914 zu sehen.
Das Porträt hat das Format 71,5 × 60,5 cm, es ist in der Maltechnik Öl auf Leinwand ausführt und weist oben links Kirchners Signatur auf: EL Kirchner. Das Portrait gelangte zunächst 1916 an den Industriellen und Kunstsammler Carl Hagemann, ein Freund des Künstlers, der sich für eine monatliche finanzielle Unterstützung Kirchners regelmäßig ein Bild in seinem Atelier aussuchen durfte. Im Frankfurter Städel mit der gesamten Sammlung Hagemann versteckt, überlebte das Werk die Zeit des Nationalsozialismus. Aus seinem Nachlass kam es 1949 an den Sammler Karlheinz Gabler in Frankfurt am Main. Nach dessen Tod war es seit 1986 eine Dauerleihgabe in den Staatlichen Kunstsammlungen Kassel. 1989 kaufte es der Berliner Verein der Freunde der Nationalgalerie von Gablers Nachlassverwalter Wolfgang Gabler. Das Bild ist seit den 1950er Jahren auf zahlreichen internationalen Ausstellungen gezeigt worden; so beispielsweise 1952 auf der Biennale di Venezia, 1955 auf der ersten Documenta in Kassel, 1970 im Münchner Haus der Kunst, in der Ausstellung Europäischer Expressionismus. Es war vertreten in den Ausstellungen der Brücke-Künstler in Essen, London und Berlin und in den Kirchner-Ausstellungen in Basel, Seattle und Berlin.